# Чемпионат мира по полумарафону 1997
Чемпионат мира по полумарафону 1997 прошёл 3 октября 1997 года в Кошице, Словакия.
Дистанция полумарафона проходила по улицам города. Всего было проведено 2 забега. Определялись чемпионы в личном первенстве и в командном. Командный результат — складываются три лучших результата от страны и по сумме наименьшего времени определяются чемпионы.
В соревнованиях приняли участие 228 легкоатлетов из 45 стран мира.

## Результаты

### Мужчины
| Первенство | Золото                                                          | Серебро                                                     | Бронза                                                              |
| Личное     | Шем Корориа 59.56 CR                                            | Мозес Тануи 59.58                                           | Кеннет Черуйот 1:00.00                                              |
| Командное  | Кения · Шем Корориа · Мозес Тануи · Кеннет Черуйот · 2:59.54 CR | ЮАР · Хендрик Рамаала · Герт Тис · Махосонке Фика · 3:03.34 | Эфиопия · Абрахам Ассефа · Лемма Алемайеху · Тесфайе Тола · 3:03.46 |

### Женщины
| Первенство | Золото                                                            | Серебро                                                         | Бронза                                                         |
| Личное     | Тегла Лорупе 1:08.14 CR                                           | Кристина Помаку 1:08.43                                         | Лидия Симон 1:09.05                                            |
| Командное  | Румыния · Кристина Помаку · Лидия Симон · Нута Олару · 3:27.40 CR | Кения · Тегла Лорупе · Джойс Чепчумба · Делила Асиаго · 3:27.57 | Япония · Мари Сотани · Норико Гэдзи · Хироми Катаяма · 3:31.38 |